# Myonia depravata
Myonia depravata är en fjärilsart som beskrevs av Erich Martin Hering 1925. Myonia depravata ingår i släktet Myonia och familjen tandspinnare. Inga underarter finns listade i Catalogue of Life.